# 2009년 마요트 국민투표
프랑스의 해외 데파르트망이 되는 것을 묻는 국민 투표가 2009년 3월 29일 마요트에서 실시되었다. 마요트는 2003년 이후부터 프랑스의 해외 집합체로 있었지만 프랑스의 해외 영토인 과들루프, 마르티니크, 레위니옹, 프랑스령 기아나와 달리 해외 레지옹 또는 데파르트망이 아니어서 지방 의회를 하나만 가지고 있었고, 선택권도 주어지지 않았다.
마요트는 이번 국민투표에서 승격 찬성 95.22%, 승격 반대 4.78%를 기록하여 2011년 3월 31일을 기해 프랑스의 101번째 데파르트망으로 정식 편입되었다. 전체 인구 가운데 95%가 수니파 무슬림(이슬람교도)인 마요트는 프랑스의 해외 영토로 편입되기 위해 일부다처제를 폐지하고 결혼 가능 연령을 15세에서 18세로 올렸으며 이슬람교의 율법인 샤리아에 따라 판결을 내리는 카디 제도도 폐지하였다. 또한 여성에게도 남성과 동등한 권리를 부여했다.
한편 아프리카 연합과 코모로 정부는 이번 국민투표 결과를 "외세에 의한 점령"이라고 비난했고 코모로의 수도인 모로니에서는 이를 반대하는 시위가 일어나기도 했다.

## 투표 결과
| 2009년 마요트 국민투표 | 2009년 마요트 국민투표 | 2009년 마요트 국민투표 |
| 찬성 또는 반대         | 득표수                 | 득표율                 |
| ---------------------- | ---------------------- | ---------------------- |
| 찬성                   | 41,492                 | 95.22%                 |
| 반대                   | 2,084                  | 4.78%                  |
| 유효표                 | 43,576                 | 99.14%                 |
| 무효표                 | 380                    | 0.86%                  |
| 총 득표수              | 43,956                 | 100.00%                |
| 투표율                 | 61.02%                 | 61.02%                 |
| 출처: malango.fr       |                        |                        |